# Cadode
cadode（かどで）は、日本の音楽ユニット、所属事務所はF.M.F。

## 概要
虚無感と情動をテーマにポップミュージックを作る廃墟系ポップユニット。

廃墟の持つ、時の流れの歪さ、寂寥感、美しさ、わびさび、を「虚無感と情動」として表現している。

cadodeという名前は新しい音楽の門出、誰かの新しい発見や体験の門出になって欲しいという思いから名付けられている
。
また、元ネタは「 デッドデッドデーモンズデデデデデストラクション」の登場人物の名前だとも言われている。
一部を除き全ての楽曲の制作をebaが担当。作詞をkoshiが行う。

クレジット上の表記はcadodeとなっている。

## メンバー
koshi
- ボーカル。
- 福岡県出身、1994.11.28生まれ。
- 高校時代は体が弱く登校がままならない時期もあったが、一転して大学でアメフト部に所属し、バックパッカーで世界を周遊してきた。
- 音楽とはゆかりのない人生を送ってきたが、2017年ebaとの出会いにより歌手としての活動をスタート。趣味はアニメとゲーム。
- 父はアメリカンフットボール解説者の輿亮、姉は元水曜日のカンパネラのコムアイ[3]。

eba
- ギター、Music Producer。
- 富山県出身、1987.6.20生まれ。
- 2010年、作家としてキャリアをスタート。
- LiSA、斉藤壮馬、OLDCODEXなどの著名なアーティストをはじめアニソン楽曲を中心に手掛ける作曲家。
- 音楽のルーツは高校時代に聴いたヴァイキングメタル。

谷原亮
- マニピュレーター、General Manager。
- 兵庫県出身、1988.3.26生まれ。
- 本業は作家事務所F.M.Fのディレクター。自らがマネジメントしているebaからの誘いを受けcadodeとしてのキャリアをスタート。
- 学生時代にはアニメ・ゲームに傾倒しつつハードコアバンドをやっていた。
- 好きなアーティストはDIR EN GREY、好きな漫画家はCLAMP[1]。

## 結成の経緯
2016年koshiとebaが友人を介して知り合う。

2人は廃墟散策など趣味の合うただの友人であったが、作曲家として発注を受けて制作する音楽だけではなく、純粋な自分発信の音楽も作ってみたいという思いがあったeba がkoshiをVoとして勧誘。

理由はeba曰く「カラオケ行ったら声が良かったので」。

2017年F.M.Fのマネージャーであった谷原亮を「メンバーに入れてしまえば本気でやらざるを得なくなるから」と、メンバーに勧誘。本格的に活動をスタートさせる。

メンバー全員が会社勤めを経験しており、一年発起で新しい世界へと転身をしてきた。

ebaは工場勤務から作家へ、koshiは会社員をやめて歌手に、谷原亮は所属作家との出会いをきっかけに音楽業界へ転身した。

## 来歴

### 2018年
4月18日に初の音源「Unique」を配信し活動をスタート。

音源の配信を中心に活動を行いつつ2018年11月7日には各種サブスクでも話題だった「完全体」などを含む全5曲入の初のフィジカル「0」をリリース。

以降はライブ活動も本格的に始動しコンスタントにライブをこなす。

9月には「EDGE by AWA」に出演し、SIRUP,chelmicoなどと共演。

10月には「SPOOKY PUMPKIN」に出演し、11月には恵比寿BATICAにて初の自主企画イベント「cadode playground」を開催。

### 2019年
2月より3ヶ月連続の配信リリースを仕掛け、2019年4月には3曲目となる「タイムマシンに乗るから」がJ-WAVE「SONAR MUSIC」の[SONAR TRAX]に選出。

ノンプロモーションながらJ-WAVE「TOKYO HOT 100」では9位にランクインする。

8月21日配信の「リメンバーfeat.Melanie」では初のfeat作品をリリース。

### 2020年
2月19日、初のミニアルバム「2070」をリリース。

4月24日にはInterFMにて初のラジオレギュラー「SLICE OF SEKAI」がスタート。
9月12日、「アニソン派！vol.3」に出演。

### 2021年
3月28日、ラジオ「SLICE OF SEKAI」が最終回を迎える。
4月13日には後継番組として、youtubeでの定期ライブ配信「週刊SOS」をスタートした。
7月23日、渋谷LoftHeavenで開催された
「LOFT SESSION’S 2021」に出演。
9月4日、大阪城音楽堂にて開催された「GIGANTIC TOWN MEETING 2021」に出演。
12月4日、主催ライブ「SLICE OF SEKAI」をTSUTAYA O-WESTにて開催。
ゲストアーティストとしてピノキオピーと水槽を迎えた。

### 2022年
2月22日、4月リリースの新曲「回夏」が4月14日放送開始のアニメ「サマータイムレンダ」のエンディングテーマに決定したことを発表。これに伴い、既存曲をセレクトしたアルバム「TUTORIAL RED」と「TUTORIAL BLUE」を配信限定でリリース。
4月27日、シングル「回夏」をリリースし、メジャーデビューを果たす。
5月19日、渋谷近未来会館にて初のワンマンライブ「独演 回夏迄」を開催。
6月30日、Spotify O-nestにてトークイベント「出張SOS 会夏」を開催。

### 2023年
1月25日、初のフルアルバム「浮遊バグ」をリリース。

## デザイン
cadodeのロゴマークは、C、D、D という形の省略と
水平線から立ち上がる日の出を象徴的に表す配置によって成り立っている。

人と音楽との新しい関係性の門出を作り出す姿勢を象徴的に表現したもの。

## ディスコグラフィー

### 配信限定シングル
|      | 配信日         | タイトル               | 備考                       |
| ---- | -------------- | ---------------------- | -------------------------- |
| 1st  | 2018年4月18日  | Unique                 | 収録曲 1.Unique 2.暁、星に |
| 2nd  | 2018年5月16日  | 完全体                 |                            |
| 3rd  | 2019年2月20日  | 異常と通常の間         |                            |
| 4th  | 2019年3月20日  | IEDE                   |                            |
| 5th  | 2019年4月24日  | タイムマシンに乗るから |                            |
| 6th  | 2019年6月12日  | カオサン通り           |                            |
| 7th  | 2019年8月21日  | リメンバーfeat.Melanie |                            |
| 8th  | 2019年11月6日  | 現世界転生             |                            |
| 9th  | 2020年4月15日  | たらちね               |                            |
| 10th | 2020年5月20日  | オドラニャ             |                            |
| 11th | 2020年7月29日  | ワンダー               |                            |
| 12th | 2020年8月19日  | ライムライト           |                            |
| 13th | 2020年10月14日 | 誰かが夜を描いたとして |                            |
| 14th | 2021年4月21日  | 三行半                 |                            |
| 15th | 2021年8月18日  | あの夏で待ってる       |                            |
| 16th | 2022年6月30日  | かたばみ               |                            |
| 17th | 2022年11月9日  | 浮いちまった！         |                            |
| 18th | 2022年12月11日 | 逆風                   |                            |
| 19th | 2023年6月9日   | カモレの夏             |                            |
| 20th | 2023年12月6日  | 旅に立ってまで         |                            |
| 21st | 2024年7月10日  | たまゆら(feat.水槽)    |                            |
| 22nd | 2024年10月2日  | 縷々                   |                            |
| 23rd | 2025年1月15日  | 祭りの終わり           |                            |
| 24th | 2025年4月20日  | 天国行き               |                            |
| 25th | 2025年7月16日  | ピンチはダンス         |                            |

### シングル
|     | 発売日        | タイトル | 収録曲 | 備考 |
| --- | ------------- | -------- | --- | ---- |
| 1st | 2022年4月27日 | 回夏     | 1. 回夏 2. 光 3. カオサン通り(band) 4. 回夏-karaoke- 5. 光-karaoke- 6. カオサン通り(band)-karaoke- 7. 回夏-instrumental- 8. 光-instrumental- 9. カオサン通り(band) -instrumental- |      |

### アルバム
|              | 発売日        | タイトル      | 収録曲 | 備考     |
| ------------ | ------------- | ------------- | --- | -------- |
| 1st mini     | 2018年11月7日 | 0             | 1. Unique 2. 暁、星に 3. 完全体 4. 空空寂寂 5. Redo |          |
| 1st EP       | 2020年2月19日 | 2070          | 1. 社会卒業式feat.aneki 2. 明後日に恋をする 3. 現世界転生 4. TOKYO2070 5. タイムマシンに乗るから 6. 楽園                                                  | 配信限定 |
| serect album | 2022年2月22日 | TUTORIAL BLUE | 1. タイムマシンに乗るから 2. ワンダー 3. 明後日に恋をする 4. あの夏で待ってる 5. 三行半 6. 社会卒業式(feat.aneki) 7. たらちね 8. リメンバー(feat.Melanie) | 配信限定 |
| select album | 2022年2月22日 | TUTORIAL RED  | 1. カオサン通り 2. 誰かが夜を描いたとして 3. IEDE 4. TOKYO2070 5. ライムライト 6. 異常と通常の間 7. 暁、星に 8. Unique                                    | 配信限定 |
| 1st album    | 2023年1月25日 | 浮遊バグ      | 1. さかいめだらけ 2. 浮いちまった！ 3. 寺にでも行こうぜ 4. 回夏 5. 逆風 6. シュウ末紀行 7. hunch 8. かたばみ 9. 光 10. 近道                               |          |
| 2nd EP       | 2024年4月17日 | カモレの夏EP  | 1. カモレの夏 2. 感嘆符 3. 波止場にて 4. 旅に立ってまで 5. ポストスクリプト 6. intro                                                                      |          |

### 参加作品
| 発売日        | タイトル                                    | 収録曲                 | 備考                            |
| ------------- | ------------------------------------------- | ---------------------- | ------------------------------- |
| 2021年1月27日 | 草野華余子 「Life is like a rolling stone」 | ドミノ倒し(feat.koshi) | koshiがゲストボーカルとして参加 |

### 楽曲提供
| 発売日        | タイトル                 | アーティスト                            | 収録アルバム             | 備考 |
| ------------- | ------------------------ | --------------------------------------- | ------------------------ | --- |
| 2023年10月4日 | シガトラ                 | 緑仙                                    | パラグラム               | ゲストボーカルとしてkoshiが参加。作詞をkoshi、作曲をedaが担当。                                              |
| 2023年12月6日 | 風になっていく           | 月のテンペスト｛白石沙季(CV.宮沢小春)｝ | Question                 | 作詞をkoshi、作曲編曲をedaが担当。                                                                           |
| 2024年9月18日 | Just keep looking at me! | IIIx｛kana(CV.田中あいみ)               | Just keep looking at me! | 作詞をkoshi、作曲編曲をedaが担当。LAWSON presents IDOLY PRIDE VENUS PARTY The Secondにて本楽曲が初披露された |
| 2025年7月2日  | ムーンランナー           | 石原夏織                                | As I Am                  | 作詞をkoshiが担当。                                                                                          |

## ミュージックビデオ
| 曲名                   | 監督                 | 備考                               |
| ---------------------- | -------------------- | ---------------------------------- |
| Unique                 | 横山学               |                                    |
| 完全体                 | こだかさり           |                                    |
| TOKYO2070              | Nasty Men$ah         | メンバー全員が出演している唯一のMV |
| 楽園                   | 松井涼               |                                    |
| たらちね               | keigo hatayama koshi |                                    |
| オドラニャ             | APO+                 |                                    |
| ワンダー               | mocha                |                                    |
| ライムライト           | mae                  |                                    |
| 誰かが夜を描いたとして | ぺこたぺちか         |                                    |
| 三行半                 | 加藤マニ             |                                    |
| あの夏で待ってる       | 大川直也             |                                    |
| 回夏                   | 鳥畑恵美莉           |                                    |
| かたばみ               | 吉田ハレラマ         |                                    |
| 浮いちまった！         | 鳥畑恵美莉           |                                    |
| さかいめだらけ         | 渡辺研司             |                                    |
| カモレの夏             | cadode               |                                    |
| 旅に立ってまで         | cadode               |                                    |
| 波止場にて             | cadode               |                                    |
| たまゆら               | cadode               |                                    |
| 縷々                   | cadode               |                                    |
| 祭りの終わり           | cadode               |                                    |
| 天国行き               | cadode               |                                    |

## タイアップ一覧
| 起用年 | 楽曲                   | タイアップ                                                                         |
| ------ | ---------------------- | ---------------------------------------------------------------------------------- |
| 2021年 | 誰かが夜を描いたとして | 映画『元メンに呼び出されたら、そこは異次元空間だった』主題歌                       |
| 2022年 | 回夏                   | UHFアニメ『サマータイムレンダ』第1クールエンディングテーマ                         |
| 2022年 | かたばみ               | 映画『味噌カレー牛乳ラーメンってめぇ〜の?』 主題歌                                 |
| 2023年 | さかいめだらけ         | PS4・Nintendo Switchゲーム『サマータイムレンダ Another Horizon』エンディングテーマ |
| 2024年 | 旅に立ってまで         | テレビ朝日『杉谷拳士が取材中』1月度エンディングテーマ                              |

## ライブ

### 自主企画
| 年     | タイトル                   | 日程     | 場所               | ゲスト                                                                                     |
| ------ | -------------------------- | -------- | ------------------ | ------------------------------------------------------------------------------------------ |
| 2018年 | cadode playground          | 11月19日 | 恵比寿BATICA       | 大比良瑞希、大野雄介、DJ:keigo hatayama、Mari Ohe、Yuki Kishida、toruchang(AWA)、Herrokkin |
| 2021年 | SLICE OF SEKAI             | 12月4日  | TSUTAYA O-WEST     | ピノキオピー、水槽                                                                         |
| 2022年 | 独演 回夏迄                | 5月19日  | 渋谷近未来会館     | なし                                                                                       |
| 2022年 | 1st oneman Tour 虫の知らせ | 11月23日 | 心斎橋Pangea       | なし                                                                                       |
| 2022年 | 1st oneman Tour 虫の知らせ | 12月10日 | 渋谷WWW            | なし                                                                                       |
| 2023年 | 残機3                      | 3月9日   | 渋谷Star lounge    | piano:高尾奏之介                                                                           |
| 2023年 | 残機3                      | 4月5日   | 渋谷Star lounge    | with:西野恵未                                                                              |
| 2023年 | 残機3                      | 5月12日  | 渋谷Starlounge     | with:Fusee                                                                                 |
| 2023年 | 浮遊バグ                   | 6月17日  | 渋谷Star lounge    | なし                                                                                       |
| 2023年 | WALKTHROUGH                | 9月13日  | 渋谷Star lounge    | 安月名莉子                                                                                 |
| 2023年 | WALKTHROUGH                | 10月17日 | 渋谷Star lounge    | ZAQ                                                                                        |
| 2024年 | SAK                        | 1月19日  | Spotify O-WEST     | なし                                                                                       |
| 2024年 | カモレの夏 (追慕譚)        | 5月8日   | 渋谷Star lounge    | なし                                                                                       |
| 2024年 | SLICE OF SEKAI2407         | 7月31日  | 渋谷Star lounge    | なし                                                                                       |
| 2024年 | SLICE OF SEKAI 番外編      | 9月1日   | 西川口Heatrs       | なし                                                                                       |
| 2024年 | SLICE OF SEKAI2410         | 10月10日 | 渋谷Star lounge    | なし                                                                                       |
| 2025年 | live tour「STRATA」        | 1月17日  | 渋谷近未来会館     | なし                                                                                       |
| 2025年 | live tour「STRATA」        | 2月16日  | LIVE HOUSE enn 2nd | 安月名莉子                                                                                 |
| 2025年 | live tour「STRATA」        | 3月8日   | 梅田Zeela          | 安月名莉子                                                                                 |
| 2025年 | live tour「STRATA」        | 4月20日  | 東京キネマ倶楽部   | なし                                                                                       |

### その他
2018年
- 6月24日　- りんご音楽祭RINGOOO A GO-GO 2018 @恵比寿BATICA
- 8月9日　- 251 presents Go for it!! @CLUB251
- 8月16日 - りんご音楽祭　RINGOOO A GO-GO 2018 最終予選@恵比寿BATICA
- 8月26日 - WET〜濡れる〜@恵比寿BATICA
- 9月25日 - EDGE by AWA@恵比寿BATICA
- 10月27日 - SPOOKY PUMPKIN 2018@サンリオピューロランド

2019年
- 4月14日 - Venderbooth@六本木varit
- 5月4日 - nebulas@代官山LOOP
- 5月20日 - SHUFFLE SPECIAL LIVE!!@吉祥寺SHUFFLE
- 6月11日 - りんご音楽祭　RINGOOO A GO-GO 2019 予選@西永福JAM
- 6月16日 - Senventh heaven@六本木varit
- 7月16日 - 吉祥寺SHUFFLE 12th Anniversary SHUFFLE SPECIAL LIVE！！@吉祥寺SHUFFLE
- 7月17日 - RINGOOO A GO-GO@恵比寿BATICA
- 7月26日 - tossed coin@渋谷home
- 8月1日 - Grooove@六本木morph-tokyo
- 8月26日 - groovin@代官山LOOP
- 8月27日 - EDGE by AWA #3@恵比寿BATICA
- 9月9日 - P-H-A-T@代官山LOOP
- 9月19日 - Quiq@下北沢440
- 10月26日 - Stars and Tracks@下北沢CLUB251
- 11月22日 - INDEX vol.10@渋谷Milkyway
- 12月17日 - SHUFFLE SPECIAL LIVE！！@吉祥寺SHUFFLE

2021年
- 7月23日 - LOFT SESSION’S 2021@渋谷LoftHeaven
- 9月4日 - GIGANTIC TOWN MEETING 2021@大阪城音楽堂
- 10月2日 - 空白ごっこ 全下北沢ツアー@下北沢251
- 11月21日 - ローチケ presents Ticket To Ride@Zepp DiverCity TOKYO

2022年
- 7月31日 - 下北沢フェスごっこ2022@WAVER
- 9月2日 - ANIMAX MUSIX NEXTAGE 2022@STUDIO Dee
- 10月4日 - Ruby Tuesday 48@新代田FEVER
- 10月10日 - FM802 MINAMI WHEEL 2022@心斎橋CONPASS
- 10月11日 - Close Encounter@北堀江club vision
- 11月19日 - CYNHN First Blue Session@横浜みなとみらいブロンテ

## 出演

### ラジオ
- SLICE OF SEKAI（InterFM897、2020年4月24日 - 2021年3月27日）

### イベント
- アニソン派！Vol.3（配信、2020年9月12日）